# Chambre des représentants de l'Illinois
Capitole de l'État de l'Illinois, à Springfield.
La Chambre des représentants de l'Illinois (en anglais : Illinois House of Representatives) est la chambre basse de l'Assemblée générale de l'Illinois et la législature d'État de l'Illinois. Elle est créée par la Constitution de l'Illinois, en 1818.
Le président Abraham Lincoln a commencé sa carrière politique à la Chambre des représentants de l’Illinois (1834-1842).

## Fonctionnement
La chambre se réunit à Springfield.
Elle a le pouvoir de voter un « impeachment » contre les élus exécutifs de l'Illinois (comme Rod Blagojevich) mais aussi les membres de la Cour suprême de l'Illinois.

## Système électoral
La Chambre des représentants est composée de 118 sièges pourvus pour deux ans au scrutin uninominal majoritaire à un tour dans autant de circonscriptions, sans limitation du nombre de mandats.

## Composition actuelle
| Date             | Parti      | Parti        | Parti        | Total |
| Date             | Démocrates | Républicains | Indépendants | Total |
| ---------------- | ---------- | ------------ | ------------ | ----- |
| Date             |            |              |              | Total |
| 11 janvier 2017  | 67         | 51           | 0            | 118   |
| 17 décembre 2017 | 66         | 51           | 1            | 118   |
| 13 janvier 2021  | 73         | 45           | 0            | 118   |
| 13 janvier 2023  | 78         | 40           | 0            | 118   |
| 28 février 2023  | 77         | 40           | 1            | 118   |

## Leaders
- Emanuel Chris Welch (D), Speaker de la Chambre des représentants
- Robyn Gabel (D), Leader de la majorité démocrate
- Tony McCombie (R), Leader de la minorité républicaine

## Liste des membres
| District | Représentant          | Parti       | Secteur          |
| -------- | --------------------- | ----------- | ---------------- |
| 1        | Susana Mendoza        | Démocrate   | Chicago          |
| 2        | Edward Acevedo        | Démocrate   | Chicago          |
| 3        | Luis Arroyo           | Démocrate   | Chicago          |
| 4        | Cynthia Soto          | Démocrate   | Chicago          |
| 5        | Kenneth Dunkin        | Démocrate   | Chicago          |
| 6        | Esther Golar          | Démocrate   | Chicago          |
| 7        | Karen Yarbrough       | Démocrate   | Maywood          |
| 8        | LaShawn Ford          | Démocrate   | Chicago          |
| 9        | Arthur Turner         | Démocrate   | Chicago          |
| 10       | Annazette Collins     | Démocrate   | Chicago          |
| 11       | John Fritchey         | Démocrate   | Chicago          |
| 12       | Sara Feigenholtz      | Démocrate   | Chicago          |
| 13       | Greg Harris           | Démocrate   | Chicago          |
| 14       | Harry Osterman        | Démocrate   | Chicago          |
| 15       | John C. D'Amico       | Démocrate   | Chicago          |
| 16       | Lou Lang              | Démocrate   | Skokie           |
| 17       | Laura Fine            | Démocrate   | Glenview         |
| 18       | Julie Hamos           | Démocrate   | Evanston         |
| 19       | Joseph M. Lyons       | Démocrate   | Chicago          |
| 20       | Michael P. McAuliffe  | Républicain | Chicago          |
| 21       | Michael J. Zalewski   | Démocrate   | Chicago          |
| 22       | Michael Madigan       | Démocrate   | Chicago          |
| 23       | Daniel J. Burke       | Démocrate   | Chicago          |
| 24       | Elizabeth Hernandez   | Démocrate   | Cicero           |
| 25       | Barbara Flynn Currie  | Démocrate   | Chicago          |
| 26       | William D. Burns      | Démocrate   | Chicago          |
| 27       | Monique D. Davis      | Démocrate   | Chicago          |
| 28       | Robert Rita           | Démocrate   | Blue Island      |
| 29       | David E. Miller       | Démocrate   | Calumet City     |
| 30       | William Davis         | Démocrate   | Homewood         |
| 31       | Mary E. Flowers       | Démocrate   | Chicago          |
| 32       | Andre Thapedi         | Démocrate   | Chicago          |
| 33       | Marlow H.Colvin       | Démocrate   | Chicago          |
| 34       | Constance A.Howard    | Démocrate   | Chicago          |
| 35       | Kevin Joyce           | Démocrate   | Chicago          |
| 36       | James D.Brosnahan     | Démocrate   | Evergreen Park   |
| 37       | Margo McDermed        | Républicain | Mokena           |
| 38       | Al Riley              | Démocrate   | Matteson         |
| 39       | Maria Antonia Berrios | Démocrate   | Chicago          |
| 40       | Deb Mell              | Démocrate   | Chicago          |
| 41       | Bob Biggins           | Républicain | Elmhurst         |
| 42       | Sandra M.Pihos        | Républicain | Glen Ellyn       |
| 43       | Keith Farnham         | Démocrate   | Elgin            |
| 44       | Fred Crespo           | Démocrate   | Hoffman Estates  |
| 45       | Franco Coladipietro   | Républicain | Bloomingdale     |
| 46       | Deborah Conroy        | Démocrate   | Villa Park       |
| 47       | Patricia R. Bellock   | Républicain | Hinsdale         |
| 48       | Michael Connelly      | Républicain | Lisle            |
| 49       | Timothy L.Schmitz     | Républicain | Batavia          |
| 50       | Kay Hatcher           | Républicain | Yorkville        |
| 51       | Ed Sullivan, Jr.      | Républicain | Mundelein        |
| 52       | Mark H.Beaubien, Jr.  | Républicain | Barrington Hills |
| 53       | Sidney Mathias        | Républicain | Buffalo Grove    |
| 54       | Suzanne Bassi         | Républicain | Palatine         |
| 55       | Marty Moylan          | Démocrate   | Des Plaines      |
| 56       | Paul D.Froehlich      | Démocrate   | Schaumburg       |
| 57       | Elaine Nekritz        | Démocrate   | Northbrook       |
| 58       | Karen May             | Démocrate   | Highland Park    |
| 59       | Kathleen A.Ryg        | Démocrate   | Vernon Hills     |
| 60       | Eddie Washington      | Démocrate   | Waukegan         |
| 61       | JoAnn D.Osmond        | Républicain | Antioch          |
| 62       | Sam Yingling          | Démocrate   | Grayslake        |
| 63       | Steve Reick           | Républicain | Woodstock        |
| 64       | Michael W.Tryon       | Républicain | Crystal Lake     |
| 65       | Rosemary Mulligan     | Républicain | Des Plaines      |
| 66       | Allen Skillicorn      | Républicain | Algonquin        |
| 67       | Charles E.Jefferson   | Démocrate   | Rockford         |
| 68       | Dave Winters          | Républicain | Shirland         |
| 69       | Ronald A.Wait         | Républicain | Belvidere        |
| 70       | Robert W.Pritchard    | Républicain | Sycamore         |
| 71       | Tony McCombie         | Républicain | Savanna          |
| 72       | Michael Halpin        | Démocrate   | Milan            |
| 73       | David R.Leitch        | Républicain | Peoria           |
| 74       | Donald L.Moffitt      | Républicain | Galesburg        |
| 75       | David Walter          | Républicain | Morris           |
| 76       | Jerry Lee Long        | Républicain | Streator         |
| 77       | Angelo Saviano        | Républicain | Elmwood Park     |
| 78       | Deborah L.Graham      | Démocrate   | Chicago          |
| 79       | Lindsay Parkhurst     | Républicain | Kankakee         |
| 80       | Anthony DeLuca        | Démocrate   | Flossmoor        |
| 81       | Renee Kosel           | Républicain | New Lenox        |
| 82       | Jim Durkin            | Républicain | Western Springs  |
| 83       | Linda Chapa LaVia     | Démocrate   | Aurora           |
| 84       | Stephanie Kifowit     | Démocrate   | Oswego           |
| 85       | Emily McAsey          | Démocrate   | Lockport         |
| 86       | Jack McGuire          | Démocrate   | Joliet           |
| 87       | Bill Mitchell         | Républicain | Forsyth          |
| 88       | Dan Brady             | Républicain | Bloomington      |
| 89       | Jim Sacia             | Républicain | Freeport         |
| 90       | Jerry L.Mitchell      | Républicain | Sterling         |
| 91       | Michael D. Unes       | Républicain | East Peoria      |
| 92       | Jehan Gordon          | Démocrate   | Peoria           |
| 93       | Jil Tracy             | Républicain | Mount Sterling   |
| 94       | Richard P.Myers       | Républicain | Colchester       |
| 95       | Mike Fortner          | Républicain | West Chicago     |
| 96       | Sue Scherer           | Démocrate   | Decatur          |
| 97       | Jim Watson            | Républicain | Jacksonville     |
| 98       | Natalie Manley        | Démocrate   | Joliet           |
| 99       | Raymond Poe           | Républicain | Springfield      |
| 100      | Rich Brauer           | Républicain | Petersburg       |
| 101      | Bill Mitchell         | Républicain | Forsyth          |
| 102      | Ron Stephens          | Républicain | Greenville       |
| 103      | Naomi Jakobsson       | Démocrate   | Urbana           |
| 104      | William B.Black       | Républicain | Danville         |
| 105      | Shane Cultra          | Républicain | Onarga           |
| 106      | Keith P.Sommer        | Républicain | Morton           |
| 107      | John Cavaletto        | Républicain | Salem            |
| 108      | David Reis            | Républicain | Olney            |
| 109      | Roger L.Eddy          | Républicain | Hutsonville      |
| 110      | Chapin Rose           | Républicain | Charleston       |
| 111      | Daniel V.Beiser       | Démocrate   | Alton            |
| 112      | Jay C.Hoffman         | Démocrate   | Collinsville     |
| 113      | Thomas Holbrook       | Démocrate   | Belleville       |
| 114      | Eddie Lee Jackson     | Démocrate   | East Saint Louis |
| 115      | Mike Bost             | Républicain | Murphysboro      |
| 116      | Dan Reitz             | Démocrate   | Steeleville      |
| 117      | Dave Severin          | Républicain | Benton           |
| 118      | Brandon W.Phelps      | Démocrate   | Norris City      |

## Source
- (en) Cet article est partiellement ou en totalité issu de l’article de Wikipédia en anglais intitulé « Illinois House of Representatives » (voir la liste des auteurs).